# Іоанн II (митрополит Київський)
Святи́тель Іоа́нн ІІ "Продром" (1021—31 серпня 1089) — Святитель, Митрополит Київський і всієї Русі.
Іоанн II за походженням був грек, за припущеннями — болгарин. З 1076 року — Митрополит Київський. У сан Митрополита возведений Константинопольським Патріархом Миколаєм Грамматиком для контролю за митрополією.
У Києві Митрополит Іоанн заслужив глибоку повагу. Вправний у книгах і навчанні, фундаментально знав Святе Письмо й канони Святої Церкви. Використовуючи ці знання, Святитель Іоанн наставляв свою паству у православних догматах і щирому благочесті. Характер його вчителювання відрізнявся особливою м'якістю, смиренним тоном і переконливістю. Такою, наприклад, була його відповідь на послання папи Римського Климента III про церковну єдність.
Митрополит Іоанн був знаний своїм милосердям до вбогих й удів. Крім названих вище якостей, Святителя відрізняли інші, не менш важливі: розсудливість у нагляді за архіпастирями, пастирями й паствою. Виражалося це в глибокій моральності, у дотриманні церковних канонів та у побожному ставленні до святинь. Таким чином, Святитель Іоанн був щирим пастирем свого словесного стада. Його навіть називали «пророком Христовим».
Митрополит Іоанн першим на Русі став носити білий клобук, тому, що, на думку історіографів, Святитель серед Митрополитів домонгольского періоду був явищем видатним і навіть винятковим.
Про його діяльність в єпархії відомо лише те, що 1086 року він відкрив храм в ім'я святого апостола Андрія Первозванного в Андріївському монастирі; 1087 року урочисто відспівував тіло вбитого князя Ярополка Ізяславовича й освячував храм в ім'я архістратига Михаїла у Видубицькому монастирі; 14 серпня 1089 року він освячував Велику церкву Печерську — Свято-Успенський собор.
31 серпня 1089 року Митрополит Іоанн помер.